# Universidad de Osaka
La Universidad de Osaka, The University of Osaka (大阪大学 Ōsaka daigaku?), abreviado  Handai (阪大?), es una de las principales universidades de Japón. Se encuentra ubicada en Osaka.
La universidad tiene 4 campus distribuidos en Osaka (en Toyonaka, Suita, Minoh y Nakanoshima) y se divide en 11 facultades.

## Escuelas de Posgrado
- Graduate School of Letters (文学研究科)
- Graduate School of Human Sciences (人間科学研究科)
- Graduate School of Law and Politics (法学研究科)
- Graduate School of Economics (経済学研究科)
- Graduate School of Science (理学研究科)
- Graduate School of Medicine (医学系研究科)
- Graduate School of Dentistry (歯学研究科)
- Graduate School of Pharmaceutical Science (薬学研究科)
- Graduate School of Engineering (工学研究科)
- Graduate School of Engineering Science (基礎工学研究科)
- Graduate School of Language and Culture (言語文化研究科)
- Osaka School of International Public Policy (国際公共政策研究科)
- Graduate School of Information Science and Technology (情報科学研究科)
- Graduate School of Frontier Biosciences (生命機能研究科)
- Graduate School of Law (高等司法研究科)

## Facultades de Pregrado
- School of Letters (文学部)
- School of Human Sciences (人間科学部)
- School of Foreign Studies (外国語学部)
- School of Law (法学部)
- School of Economics (経済学部)
- School of Science (理学部)
- Faculty of Medicine (医学部)
- Faculty of Dentistry (歯学部)
- School of Pharmaceutical Sciences (薬学部)
- School of Engineering (工学部)
- School of Engineering Science (基礎工学部)

## Antiguos alumnos, funcionarios universitarios
titulado universitario o escuela de posgrado
- Hideki Yukawa, Premio Nobel de Física 1949
- Akira Yoshino, Premio Nobel de Química 2019
- Tadamitsu Kishimoto, Premio Crafoord 2009
- Toshio Hirano, Premio Crafoord 2009
- Osamu Hayaishi, Premio Lobo de Medicina 1986
- Hidesaburo Hanafusa, Premio Albert Lasker de Investigación Médica Básica 1982
- Shizuo Akira, Premio Robert Koch 2004
- Hiroshi Ishiguro, científico robótico
- Akio Morita, fundador de Sony

matriculado
- Kenichi Fukui, Premio Nobel de Química 1981

profesor
- Yoichiro Nambu, Premio Nobel de Física 2008
- Tasuku Honjo, Premio Nobel de Fisiología o Medicina 2018